# Мешканці (фільм)
«Мешканці» — радянський художній фільм 1989 року, знятий режисером Дато Джанелідзе на кіностудії «Грузія-фільм».

## Сюжет
Герой фільму — Аміран — якось приніс у свій будинок людину, яка знепритомніла. Потім з'явилася молода дочка незнайомця, згодом інша. Обидві почали активно наводити лад у будинку, а вночі опинилися в ліжку у Амірана. Коли настав ранок, квартиру відвідали брати подруг. У фільмі використано мотиви грузинських народних казок та творів Кобо Абе, Хуліо Кортасара, Михайла Булгакова.

## У ролях
- Буба Хотіварі — господар квартири
- Михайло Вашадзе — старий
- Нана Шонія — сестра Темури
- Ніно Коберідзе — Хатуна, дружина Темури
- Михайло Джоджуа — Мурман
- Шота Крістесашвілі — Темур
- Лія Гудадзе — роль другого плану
- Отар Багатурія — роль другого плану
- Володимир Меквабішвілі — Гіоргі, сусід
- Байя Двалішвілі — роль другого плану
- Дато Крістесашвілі — син Темури
- Бадрі Васадзе — роль другого плану
- Дато Євгенідзе — роль другого плану
- Отар Літанішвілі — роль другого плану
- Володимир Ратіані — роль другого плану
- Маміа Сігуа — роль другого плану
- Діто Цинцадзе — роль другого плану
- Давид Чіхладзе — роль другого плану
- Леван Еріставі — роль другого плану
- Д. Манджгаладзе — роль другого плану
- В. Церетелі — роль другого плану

## Знімальна група
- Режисер — Дато Джанелідзе
- Сценаристи — Мамука Делідзе, Дато Джанелідзе
- Оператор — Лері Мачаїдзе
- Композитор — Дато Євгенідзе
- Художник — Джемал Мірзашвілі